# Optometrija
Optometrija je po definiciji WCO (World Council of Optometry) samostojen zdravstveni poklic, ki ima urejeno samostojno izobraževanje in licenciranje oziroma registracijo. Optometristi so primarni zdravstveni delavci na področju oči in vidnega sistema, nudijo celostno oskrbo oči in vida, vključujoč meritve, izročanje oz. dobavo pripomočkov; prepoznavanje oz. diagnosticiranje očesnih bolezni ter zdravljenje in pa rehabilitacijo abnormalnih stanj vidnega sistema. 
V večini držav optometristi predpisujejo očala, kontaktne leče in pripomočke za slabovidne. Izobrazba optometristov je usmerjena v natančno detekcijo napak vida in vidnega sistema ter predpis optimalne korekcije. Oftalmologija pa je specializacija v medicini, ki se posveča diagnostiki in zdravljenju očesnih bolezni.